# 8420 Angrogna
8420 Angrogna è un asteroide della fascia principale. Scoperto nel 1996, presenta un'orbita caratterizzata da un semiasse maggiore pari a 2,6026805 UA e da un'eccentricità di 0,1355730, inclinata di 11,87063° rispetto all'eclittica.
È stato scoperto il 17 novembre 1996 da Paul G. Comba all'osservatorio di Prescott, in Arizona. Comba lo ha chiamato con il nome del paese di Angrogna dove vivevano i suoi antenati paterni.